# Within You Without You
Within You Without You è un brano musicale in stile tradizionale indiano composto da George Harrison, pubblicato come prima traccia del secondo lato dell'album Sgt. Pepper's Lonely Hearts Club Band dei Beatles uscito nel 1967.
Si tratta della seconda composizione di George Harrison secondo gli stilemi della musica classica indiana, dopo Love You To, e fu ispirata dal suo soggiorno di sei settimane in India presso il suo mentore e maestro di sitar, Ravi Shankar, nel settembre-ottobre 1966. Registrata a Londra senza l'apporto degli altri Beatles, la canzone contiene vari strumenti tradizionali indiani quali sitar, dilruba e tabla, e venne incisa da Harrison insieme a membri dell'Asian Music Circle. La registrazione segnò un significativo distacco dai precedenti lavori dei Beatles; musicalmente, il pezzo evoca la tradizione devozionale indiana, mentre la spiritualità del testo riflette la totale immersione di Harrison nella filosofia Indù e negli insegnamenti dei Veda. Anche se la traccia fu l'unica sua composizione inclusa in Sgt. Pepper's, l'influenza dell'adesione di Harrison alla cultura indiana si riflette nell'inclusione di yogi come Paramahansa Yogananda tra i personaggi sulla copertina dell'album.
Grazie all'enorme successo riscosso dall'album in tutto il mondo, Within You Without You introdusse alla musica indiana una nuova generazione di pubblico occidentale e contribuì al massimo picco di popolarità del genere a livello internazionale. Inoltre, il pezzo influenzò la direzione filosofica di molti degli ammiratori di Harrison durante l'epoca idealista della "Summer of Love" degli anni sessanta. Il brano ha ricevuto pareri discordanti da parte della critica musicale; mentre alcuni definirono Within You Without You noiosa e pretenziosa, altri ammirarono la sua autenticità musicale e dissero di considerare il messaggio filosofico insito nel testo il più significativo di Sgt. Pepper's. Scrivendo su Rolling Stone, in una recensione postuma, David Fricke descrisse la traccia "allo stesso tempo magnifica e severa, un ipnotico sermone sul materialismo e le responsabilità comuni nel mezzo di un disco votato a una gentile anarchia in Technicolor".

## Descrizione
Composto dal solo George Harrison, il pezzo testimonia l'interesse che egli aveva per l'India e la religione induista.
La canzone fu l'ultima composizione a essere ultimata per Sgt. Pepper's, la sua inclusione sull'album avvenne dopo che il primo brano proposto da Harrison in precedenza, Only a Northern Song, venne ritenuto dal gruppo non sufficientemente buono per l'inclusione sul disco. Nella musica, ispirata alla tradizione musicale indiana sono presenti vari strumenti orientali come i tabla e il sitar. Il testo si ispira alla tradizione religiosa indiana e all'idea che grazie all'amore universale si possa salvare il mondo. Per la seduta di registrazione furono appositamente convocati in studio parecchi musicisti indiani al fine di ricreare un autentico sound "mistico".
Al termine della canzone furono successivamente aggiunti dei suoni di risate tratte dalla nastroteca di effetti sonori degli Abbey Road Studios, per stemperare l'atmosfera del brano, che lo stesso George Harrison riteneva un po' troppo pesante e seriosa.

### Origine ed ispirazione
George Harrison iniziò la stesura di Within You Without You all'inizio del 1967 mentre si trovava a casa del musicista ed artista Klaus Voormann, nel sobborgo londinese di Hampstead. L'immediata ispirazione per la canzone venne a Harrison da una conversazione avuta a cena con Voormann, riguardo allo spazio metafisico che ottunde agli individui la percezione delle forze naturali che uniscono il mondo. Seguendo la discussione, Harrison si mise a lavorare su melodia ed armonia del pezzo impiegando un harmonium e scrisse la prima strofa: «We were talking about the space between us all».

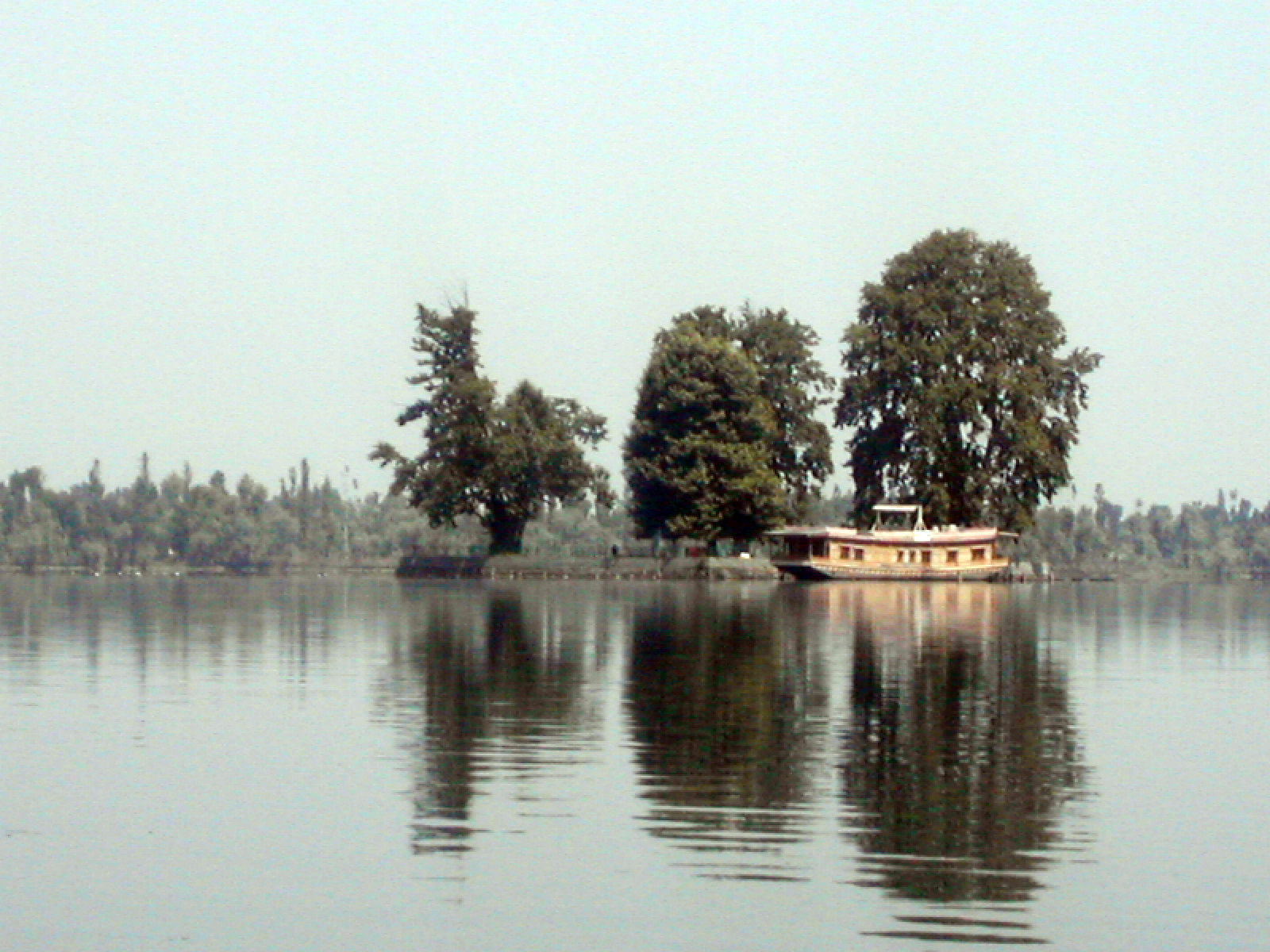
Il lago Dal in Kashmir – parte della "pura essenza dell'India" che Harrison disse di aver sperimentato nel 1966 e che ispirò la canzone.

Sin da quando aveva registrato Love You To nell'aprile 1966 per l'album Revolver, Harrison aveva proseguito a guardare oltre il proprio ruolo di chitarrista dei Beatles, applicandosi allo studio del sitar, in parte sotto la guida del maestro Ravi Shankar. Egli disse che la struttura di Within You Without You gli era venuta dalla pratica metodica di esercizi musicali chiamati "sargam", che usano le stesse scale tonali che si trovano nei raga indiani.
Within You Without You è la prima di molte altre canzoni nelle quali Harrison espose dei concetti spirituali induisti nelle liriche del testo. Avendo incorporato elementi di filosofia orientale in Love You To, George era rimasto affascinato dagli antichi insegnamenti indù dopo essere andato con la moglie, Pattie Boyd, a far visita a Shankar in India nell'autunno 1966. Interessato allo studio del sitar, Harrison dapprima si unì agli altri studenti di Shankar a Bombay, fino a quando la stampa e i fan locali non si accorsero del suo arrivo. Nel tentativo di celare la propria identità, dietro suggerimento di Shankar, Harrison si era fatto crescere i baffi – un cambiamento di immagine che gli altri Beatles avrebbero imitato alla fine del 1966. Harrison, Boyd, Shankar e la compagna di quest'ultimo, Kamala Chakravarty, si trasferirono quindi in una casa galleggiante sul lago Dal a Srinagar, nella regione del Kashmir. Lì, Harrison ricevette gli insegnamenti personali di Shankar mentre leggeva testi religiosi come Autobiografia di uno Yogi di Paramahansa Yogananda e Raja Yoga di Swami Vivekananda. Questo periodo coincise con la sua iniziazione alla meditazione trascendentale.

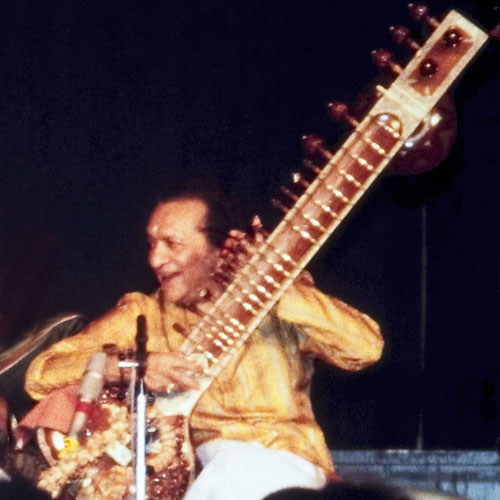
Ravi Shankar, una delle massime influenze di George Harrison a partire dal 1965

Harrison e Pattie Boyd tornarono in Gran Bretagna il 22 ottobre, e continuarono a condurre uno stile di vita ispirato all'induismo praticando yoga, meditazione e dandosi al vegetarianesimo, nella loro residenza di Esher. Gli insegnamenti appresi da Harrison in India, nello specifico riguardo all'illusoria natura del mondo materiale, si collegavano alle esperienze da lui avute sperimentando la droga allucinogena LSD (comunemente nota come "acido") e confluirono nel testo di Within You Without You. Avendo già preso in considerazione l'idea di uscire dai Beatles al termine del loro ultimo tour statunitense, il 29 agosto 1966, George invece acquisì una prospettiva filosofica sugli effetti della fama internazionale della band. Successivamente attribuì la scrittura di Within You Without You al suo essere "caduto sotto l'influsso dell'incantesimo indiano" dopo aver sperimentato la "pura essenza dell'India" attraverso la guida di Ravi Shankar.

### Testo e significato
Concettualmente, Within You Without You contrasta l'individualismo occidentale con il monismo orientale. Il testo contiene i concetti base della filosofia Vedānta, particolarmente in riferimento al concetto del "Māyā" (la natura illusoria dell'esistenza), nella strofa: «And the people who hide themselves behind a wall of illusion / Never glimpse the truth». L'accademico religioso Joshua Greene parafrasò il messaggio della canzone nel seguente modo: "un muro illusorio che ci separa l'uno dall'altro ... che tramuta l'amore verso il prossimo in fredda indifferenza. La pace arriva quando impariamo a guardare oltre l'illusione delle differenze e capiamo che siamo una cosa sola... ". La soluzione proposta da Harrison è quella di vedere oltre se stessi e cercare un cambiamento interiore, poiché "ogni anima è potenzialmente divina. Il traguardo è manifestare questa divinità... ". Secondo l'etnomusicologo David Reck, oltre il riferimento al Māyā, le parole del testo contengono accenni a concetti filosofici indiani quali advait (l'unica realtà essenziale), satya (la percezione della verità) e, nella strofa: «With our love we could save the world», all'amore universale.

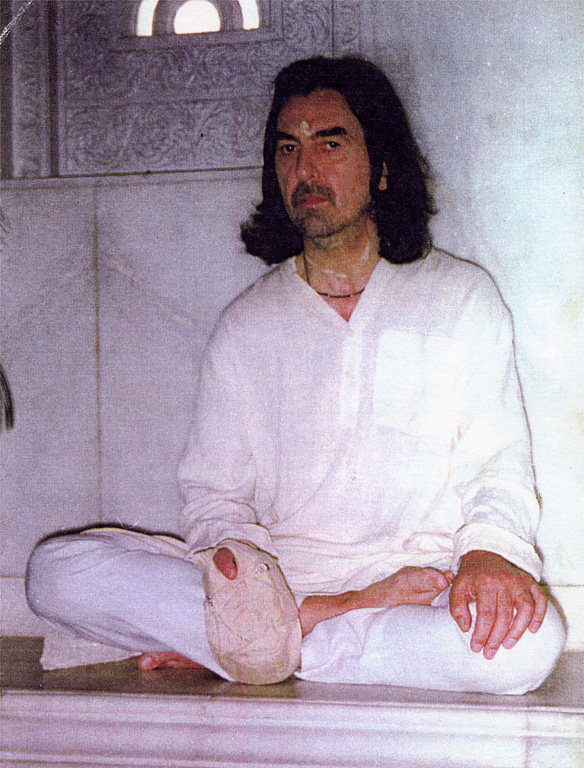
Harrison (fotografato nella città santa indù di Vrindavan nel 1996) trasfuse i concetti filosofici Vedānta per la prima volta nel testo di Within You Without You.

Allo stesso tempo nel testo, Harrison si distanzia da chi vive nell'ignoranza di queste verità apparenti – cantando: «If they only knew» ("se solo sapessero") e chiedendo all'ascoltatore in maniera inquisitoria: «Are you one of them?» ("sei uno di loro?"). In un testo pieno di riferimenti all'induismo questa è invece una citazione dal Vangelo di Marco ("Non sanno, non capiscono. Sei uno di loro?"). Nell'ultima strofa, egli si lamenta di quanti "conquistano il mondo ma perdono la propria anima". Il critico musicale Ian MacDonald difese il tono "accusatorio" della canzone, spesso preso di mira dai detrattori, scrivendo come all'interno dell'ideologia dell'emergente controcultura degli anni sessanta, "questo era un segno di ciò che allora si sentiva essere una rivoluzione in atto: una rivoluzione interiore contro il materialismo".
Inoltre il testo fa riferimento alla dottrina induista del dharma, che insegna come l'amore può cambiare il mondo. Nella seconda strofa della canzone si introduce l'idea centrale del dharma, l'etica dell'induismo: l'amore può salvare il mondo dalla distruzione. Secondo questa antica filosofia orientale l'universo ha una natura ciclica. Ogni ciclo si chiama Yuga, alla fine di ogni Yuga il dharma sparisce ed il mondo deve essere distrutto per rinascere nuovamente. Solo con l'amore si può salvare il mondo dalla distruzione. L'ultimo verso della strofa, «no one else can make you change» ("nessun altro può farti cambiare"), si riferisce alla visione orientale della ricerca spirituale interiore, in opposizione all'idea di un Dio esterno salvatore, tipica delle religioni occidentali. La quarta strofa descrive la quarta era del ciclo, la Kali Yuga, in cui l'Amore (Dharma) è assente.
La tematica trascendentale del testo scritto da Harrison è in sintonia con la filosofia della "Summer of Love" del 1967, vale a dire, la ricerca dell'universalità e di un'esistenza senza ego. Lo scrittore Ian Inglis considera la frase del testo «With our love we could save the world» essere un "convincente riflesso" dell'ethos della Summer of Love, anticipando l'utopistico messaggio presente in It's All Too Much, una successiva canzone di George, o in All You Need Is Love di John Lennon.

### Registrazione
Harrison registrò Within You Without You per Sgt. Pepper's Lonely Hearts Club Band dei Beatles, un album basato sull'idea di Paul McCartney di una band fittizia che avrebbe svolto la funzione di alter ego dei Beatles, dopo la decisione presa dal gruppo di non andare più in tournée. Harrison era poco interessato al concetto di McCartney; e successivamente ammise che, dopo essere tornato dall'India, "il suo cuore era ancora laggiù", e lavorando nuovamente con i Beatles "si sentiva come se stesse tornando indietro". George presentò la canzone ai compagni dopo che questi avevano rifiutato Only a Northern Song, incisa dai Beatles nel febbraio 1967, non ritenendola adatta per l'inclusione in Sgt. Pepper's. In confronto a Revolver, dove erano apparsi tre brani composti da Harrison, Within You Without You fu l'unica sua composizione a finire sull'album.
La registrazione contiene il contributo musicale del solo Harrison, nessun altro dei Beatles prese parte attivamente alle sessioni, e George convocò appositamente un gruppo di musicisti indiani di Londra. Come per i musicisti indiani che suonarono in Love You To, Harrison si avvalse dell'apporto dell'Asian Music Circle, e non presenziò ad una sessione di registrazione dei Beatles per assistere a un concerto londinese di Shankar, assenza che gli servì come parte della preparazione psicologica per l'incisione di Within You Without You.
MacDonald descrisse la canzone "stilisticamente ... la cosa più lontana dalle consolidate sonorità dei Beatles in tutta la loro discografia". La traccia base fu registrata il 15 marzo 1967 presso lo studio 2 di Abbey Road a Londra. I partecipanti alla seduta sedettero su un tappeto indiano appositamente steso sul pavimento dello studio, che venne inoltre decorato con arazzi indiani alle pareti, con luci abbassate e bruciatura di incenso per creare l'atmosfera adatta. Harrison e Neil Aspinall suonarono ciascuno un tambura, mentre i musicisti indiani contribuirono con tabla, dilruba, tanbur e swarmandal. L'identità di questi musicisti rimase ignota per decenni, fino a quando una ricerca effettuata dal dipartimento di studio musicale della University of Liverpool identificò quattro di essi come Anna Joshi, Amrit Gajjar (entrambi dilruba), Buddhadev Kansara (tanbur) e Natwar Soni (tabla).
Alla seduta in studio presenziarono anche Lennon, l'artista Peter Blake, e John Barham, un pianista inglese di musica classica, anch'esso studioso del sitar presso Shankar, che condivideva con Harrison il desiderio di promuovere la musica indiana in occidente. Nel ricordo di Barham, Harrison "aveva già in mente l'intera struttura della canzone" e cantò la melodia del brano al suonatore di dilruba che lo seguiva passo passo.

### Sovraincisioni e missaggio

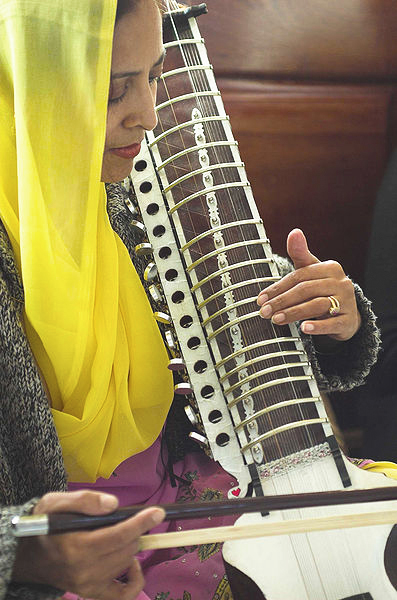
Una dilruba, strumento tradizionale indiano presente nella canzone.

La prima delle due sessioni di sovraincisione effettuate per Within You Without You si svolse a Abbey Road il 22 marzo. Due ulteriori parti di dilruba furono aggiunte quel giorno, dopo di che venne eseguito un mix di prova, per consentire ulteriori sovraincisioni sulla registrazione a quattro tracce.
Il produttore George Martin si occupò quindi dell'arrangiamento dell'orchestrazione, scritto per otto violini e tre violoncelli, basandosi sulle indicazioni di Harrison. I due lavorarono molto insieme sull'arrangiamento, assicurandosi che la partitura di Martin imitasse il caratteristico andamento del suono delle dilruba. Le parti orchestrali, eseguite dai membri della London Symphony Orchestra, furono aggiunte il 3 aprile. Durante la stessa seduta di registrazione, Harrison incise la traccia vocale e la sua parte di sitar. Inoltre, effettuò la sovraincisione di qualche occasionale interiezione di chitarra acustica.
Il 4 aprile, mentre stava preparando il missaggio audio definitivo della traccia, sia stereo che mono, Harrison aggiunse alla fine del pezzo il suono delle risate prendendolo da un nastro di effetti sonori proveniente dalla nastroteca di Abbey Road. Martin e Geoff Emerick erano entrambi contrari a questa aggiunta ma lasciarono decidere Harrison, che in seguito disse come le risate fornissero un "tocco di sdrammatizzazione", aggiungendo: «si doveva comunque ascoltare la reazione del pubblico che assisteva allo show del Sergente Pepper». Prima che Harrison incidesse la traccia vocale il giorno precedente, il brano era stato sottoposto a edit e poi velocizzato in modo da ridurne la durata da 6:25 a 5:05. Nel processo, la chiave della canzone venne alzata di un semitono, passando da Do a Do diesis minore.

## Pubblicazione
In Gran Bretagna Sgt. Pepper's Lonely Hearts Club Band venne pubblicato il 26 maggio 1967, con Within You Without You posizionata come traccia d'apertura della seconda facciata del vinile. Il musicologo Joshua Greene fece notare come per molti ascoltatori all'epoca, la canzone fornisse il "primo significativo approccio al suono meditativo". Desideroso di separare il messaggio della canzone dall'esperienza con l'LSD in un'epoca dove la cultura delle droghe per "aprire la mente" era in forte ascesa di popolarità ed influenza, Harrison dichiarò a un intervistatore: «Non ha niente a che fare con le pillole ... È solo nella tua testa, la vera realizzazione».
Sebbene in seguito Harrison abbia parlato in termini denigratori di Sgt. Pepper's e della sua importanza storica, egli ammise di essersi divertito durante le sessioni di registrazione dell'album e di gradire l'iconica copertina del disco. A riguardo della stessa, il contributo di Harrison fu chiedere a Blake di inserire le sagome di quattro guru indiani – Yogananda, Mahavatar Babaji, Lahiri Mahasaya e Sri Yukteswar – nel gruppo di personaggi che affollano la copertina, e un ulteriore dettaglio, una statuetta della dea indiana Lakshmi. Nei testi stampati sul retro della copertina, il posizionamento delle parole "Without You" sopra la testa di McCartney venne in seguito interpretato come un indizio circa la leggenda della morte di Paul McCartney.
Nel 1971 la canzone venne pubblicata in Messico come title track di un EP. L'EP include anche Love You To, The Inner Light e I Want to Tell You, tutti brani composti da George Harrison. Nel 1978 Within You Without You apparve come B-side del 45 giri Sgt. Pepper's Lonely Hearts Club Band/With a Little Help from My Friends Medley, pubblicato in alcune nazioni europee. Nel 1996 una versione strumentale della traccia, a velocità e tonalità originali, è stata inclusa nella compilation Anthology 2.

## Accoglienza

### Recensioni contemporanee
Riguardo alla canzone, nel suo libro The Beatles Diary, Barry Miles scrisse: "Alcuni pensano che sia un capolavoro, altri uno dei primi esempi di chiacchiere finto-filosofiche. Ad ogni modo, era puro Harrison". David Griffiths del Record Mirror elogiò l'ambito musicale e lirico dell'album, aggiungendo: "Within You Without You di George Harrison è un'affermazione di una verità Yoga meravigliosamente riuscita ed avventurosa in una canzone pop". Il critico musicale di The Times of India, disse di ammirare i Beatles per la loro voglia di sperimentare e descrisse la composizione di Harrison una traccia "memorabile". In una delle poche recensioni negative di Sgt. Pepper's, Richard Goldstein, scrivendo sul The New York Times, disse che la canzone era "musicalmente notevole" e l'apice del disco, sebbene considerasse il testo "tetro" e "pieno di luoghi comuni". Allen Evans di NME trovò nel "profondo e variegato ritmo delle tabla" la parte più accattivante del brano, anche se si lamentò di come fosse difficile decifrare le parole del testo perché si fondono con la musica del sitar troppo da vicino".
Secondo il biografo ufficiale dei Beatles, Hunter Davies, alcuni recensori contemporanei specularono sul fatto che l'esplosione di risate alla fine del brano fosse stata inserita dagli altri membri dei Beatles per prendere in giro Harrison e la sua canzone. Davies smentì questa credenza dichiarando: "Fu un'idea completamente di George". In una recensione pubblicata cinque mesi dopo l'uscita di Sgt. Pepper's, Hit Parader azzardò l'ipotesi che l'album non sarebbe durato bene nel tempo come i precedenti lavori dei Beatles, e riguardo a Within You Without You scrisse: "Harrison ha prodotto un suono rilassante, sinuoso ed esotico per Within You Without You. Ma anche se la sua ripetitiva esposizione della più elementare filosofia orientale è probabilmente intesa a riflettere l'infinità dell'universo, diventa presto un po' monotona. Le risate alla fine sembrano sgonfiare la pretenziosità del testo".

### Recensioni moderne
La canzone ha continuato nel corso degli anni a ricevere giudizi contrastanti. Tra i commenti più sfavorevoli, nel 1998 il critico Tim Riley liquidò Within You Without You definendola una canzone "senza direzione", aggiungendo come fosse difficile concepire che frasi del testo tipo: «Life flows on within you and without you» ("la vita scorre dentro di te e senza di te") potessero essere prese veramente sul serio da qualcuno. Egli inoltre scrisse che la canzone era "il pezzo più datato e noioso del disco; ... [e] che avrebbero potuto benissimo lasciarlo fuori dall'album senza che l'opera ne risentisse". In una recensione datata 2009, Alex Young di Consequence inserì la canzone tra i brani meno riusciti di Sgt. Pepper's. Al contrario, Ian Inglis considera il brano "assolutamente centrale ed affine nella forma e nei contenuti a Sgt. Pepper's", e Ian MacDonald lo definì la "coscienza stessa del disco". Il musicologo Russell Reising scrisse che la canzone di Harrison era un'eccezione in Sgt. Pepper's, dove altrimenti i Beatles dipinsero liricamente delle vignette prevalentemente banali, occasionalmente ridicole e spesso triviali". Lo scrittore e critico musicale Kenneth Womack descrisse Within You Without You come "l'anima etica dell'album".
Scrivendo per Rough Guides, Chris Ingham lodò la traccia in quanto "magnificamente costruita"; egli la descrisse allo stesso tempo "una delle musiche più esotiche mai pubblicate dai Beatles" e una "meditazione filosofica sulla vita e sull'amore oltre se stessi; ... [che], una volta assimilitata, diviene parte centrale dell'esperienza del Pepper". Nel suo libro sulla storia della musica ambient, Mark Prendergast incluse Within You Without You tra le tre migliori tracce di Sgt. Pepper's e la accreditò come "il pezzo più intramontabile di psichedelia dronale mai registrato". Il recensore di AllMusic Richie Unterberger lodò la melodia del brano, ma lo considerò anche piuttosto noioso e potenzialmente offensivo e presuntuoso a causa del suo tono accusatorio.
Nel 2002, David Fricke su Rolling Stone incluse Within You Without You nella sua lista dei "25 migliori brani di George Harrison". Egli descrisse il pezzo la "più pura escursione dei Beatles nel raga rock", e "bellissimo e severo allo stesso tempo". Nella sua recensione dell'edizione speciale di Sgt. Pepper's Lonely Hearts Club Band in occasione del 50º anniversario della pubblicazione, Mikal Gilmore scrisse che solo Within You Without You e A Day in the Life di Lennon trascendono l'eredità di un disco che è "un corpo unico, più grande della somma delle sue parti".

## Influenza culturale ed eredità

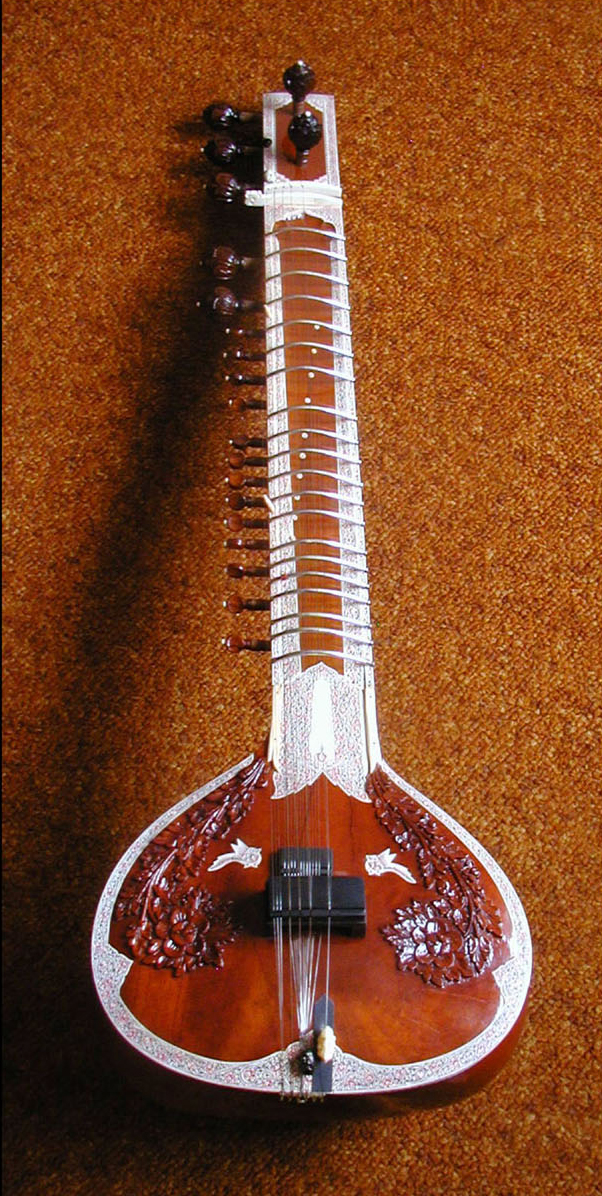
Nel 1967, aiutati dalle canzoni dei Beatles, il sitar, e la musica classica indiana in generale, raggiunsero il massimo della popolarità in occidente.

L'interesse di Harrison nei confronti della cultura indiana venne presto adottato dai suoi fan e dal pubblico giovanile in generale. Lo scrittore Simon Leng scrisse: "[Within You Without You], e la leadership di Harrison nei Beatles riguardo alla filosofia Vedica, diffusero la fascinazione per l'oriente presso milioni di persone e diede il via a migliaia di pellegrinaggi in Kashmir... " Juan Mascaró, un professore di Sanscrito presso la Cambridge University, scrisse una lettera a Harrison dopo l'uscita della canzone, complimentandosi per la stessa, ed allegando una copia del suo libro Lamps of Fire. Gli suggerì inoltre un passaggio del libro dove aveva tradotto un capitolo del Daodejing come possibile materia di una canzone. Harrison lo usò come fonte di ispirazione per la composizione di The Inner Light, suo terzo ed ultimo brano nei Beatles in stile indiano.
Secondo il giornalista del New Yorker Mark Hertsgaard, il testo di Within You Without You "contiene l'espressione più evidente dell'album circa la credenza condivisa dai Beatles verso la consapevolezza spirituale e il cambiamento sociale". La fascinazione di Harrison nei confronti della filosofia orientale dominò le attività extra musicali della band nella metà del 1967, e la sua influenza sul gruppo continuò a crescere. Questo portò i Beatles a sperimentare la meditazione trascendentale, e, agli inizi del 1968, a partire per il loro celebre soggiorno in India presso il ritiro spirituale del Maharishi Mahesh Yogi a Rishikesh, circondati da una cassa di risonanza mediatica di portata planetaria.
Tra i musicisti rock contemporanei, Stephen Stills rimase così colpito dalla canzone che volle far scolpire il testo del brano su una lastra di pietra nel suo giardino. Anche John Lennon era tra gli ammiratori del pezzo, e disse di Harrison: «La sua mente e la sua musica sono chiare. Questo è il suo talento innato, è riuscito a unire le due cose insieme». Inoltre, nel corso di un'intervista del 1973, Lennon dichiarò che Within You Without You era la sua canzone preferita di Harrison. Anche Ringo Starr disse nel 2000: «Within You Without You è brillante. La amo!» David Crosby, che aveva introdotto George Harrison alla musica di Ravi Shankar nel 1965, descrisse la traccia "di qualità non comune", e aggiunse: «La scrisse magnificamente e con molto tatto; ... La fece al meglio delle sue possibilità, e rimasi estremamente orgoglioso di lui per questo».
Nel 2017, in occasione del 50º anniversario della pubblicazione di Sgt. Pepper's Lonely Hearts Club Band, la Royal Liverpool Philharmonic Orchestra (RLPO) organizzò l'evento George Harrison Within You Without You: The Story of The Beatles and Indian Music presso la Liverpool Philharmonic Hall. Mentre conducevano delle ricerche per questo progetto, degli studiosi della University of Liverpool e della University of Sheffield scoprirono l'identità di alcuni dei musicisti indiani presenti nella registrazione originale del 1967, rimasti per decenni senza identità. I due musicisti ancora in vita, Buddhadev Kansara e Natwar Soni, furono tra quanti si esibirono nel corso dell'evento promosso dalla RLPO.

## Formazione
- George Harrison: Voce, Tambura, Sitar, Chitarra acustica
- Anna Joshi: Dilruba[56][57]
- Amrit Gajjar: Dilruba[56][57]
- Buddhadev Kansara: Tanbur[56][57]
- Natwar Soni: Tabla[56][57]
- Musicisti indiani non identificati: Sitar, Swarmandal
- Erich Gruenberg, Alan Loveday, Julien Gaillard, Paul Scherman, Ralph Elman, David Wolfsthal, Jack Rothstein e Jack Greene: Violini
- Reginald Kilbey, Allen Ford e Peter Beavan: Violoncello
- Neil Aspinall: Tambura[4]

## Cover
- Peter Knight and his Orchestra pubblicarono una versione orchestrale del brano come singolo nel 1967.
- Gli Angels of Venice ne registrarono una versione strumentale per il loro album del 1999 Angels of Venice.
- I Big Head Todd and the Monsters registrarono la loro cover della canzone sull'album del 2003 Songs from the Material World: a Tribute to George Harrison.
- Gli Oasis registrarono una versione del brano per un disco celebrativo di Sgt. Pepper's prodotto da BBC Radio 2  nel 2007.
- Patti Smith registrò la canzone per il suo album di cover del 2007 intitolato Twelve.
- I Sonic Youth registrarono la canzone per l'album tributo Sgt. Pepper Knew My Father. Questa versione apparve sull'edizione deluxe dell'album Daydream Nation.
- Les Fradkin ne ha fatta una versione strumentale in stile surf music sul suo album del 2007 Guitar Revolution.
- Glenn Mercer ha reinterpretato il brano sull'album Wheels in Motion.
- I Dead Can Dance hanno composto una canzone in stile indiano contenuta nel loro album, Spiritchaser, che è molto simile nella melodia a Within You Without You. Il gruppo ottenne il permesso da Harrison per poter pubblicare il brano, e diede a lui anche una percentuale sui diritti d'autore dello stesso pezzo, dietro insistenti pressioni della casa discografica.
- Gli Easy Star All-Stars, una cover band reggae, reinterpretarono la canzone sul loro album Easy Star's Lonely Hearts Dub Band.